# おおぞら高等学院
おおぞら高等学院（おおぞらこうとうがくいん)は、鹿児島県熊毛郡屋久島町平内にある私立の広域通信制高等学校「屋久島おおぞら高等学校」のサポートキャンパス。学校法人KTC学園が運営。総称は「おおぞら高校」
| 理事長（運営統括責任者） | 前田 益見 |
| 学院長兼評議員           | 小林 英仁 |
| 教育理念                 | ホリスティック教育・グローバル教育 |
| キャンパス（分校）数     | 49箇所 |
| 連携協力校               | マイン高等学院 |
| 本校（実施校）           | 学校法人KTC学園屋久島おおぞら高等学校 |
| 過去の名称               | KTC中央高等学院•KTCおおぞら高等学院 |
| 企画本部所在地           | ⚫︎本部：〒160-0023東京都新宿区西新宿８丁目１３−６日東ビル別館1F（東京キャンパス） ⚫︎学務：〒453-0015愛知県名古屋市中村区椿町12-7 CK24名駅前ビル 7階（名古屋キャンパス・KTCおおぞら株式会社「提携会社」） ⚫︎学務分室： 〒480-1122 愛知県長久手市城屋敷８０１ 3階 |
| 法人番号                 | 5340005004437 |
| 公式リンク               | 公式サイト |

## 沿革
- 2002年（平成14年） -株式会社として、 『KTC中央高等学院』名古屋キャンパス 開校
- 2003年（平成15年） - 仙台・東京・浜松・大阪・広島キャンパス開校
- 2005年（平成17年） - 大宮・横浜・福岡キャンパス開校
- 2006年（平成18年） - 立川・千葉・厚木・姫路キャンパス開校
- 2007年（平成19年） - 郡山・宇都宮・岐阜・京都・神戸・小倉キャンパス開校
- 2008年（平成20年） - 柏・岡崎・岡山・熊本キャンパス開校
- 2009年（平成21年） - 松本キャンパス開校
- 2010年（平成22年） - バンクーバーキャンパス開校
- 2011年（平成23年） - 高崎・町田・松山キャンパス開校
- 2013年（平成25年） - 新潟キャンパス開校
- 2014年（平成26年） - 静岡・東京秋葉原・大阪梅田・高松キャンパス開校
- 2016年（平成28年） - 佐賀・福山・三重四日市・川越キャンパス開校
- 2018年（平成30年）4月 -『KTCおおぞら高等学院』に改称。-湘南・滋賀・倉敷キャンパス開校
- 2019年（平成31年） - 春日部・豊田駅前・九大学研都市キャンパス 開校
大阪からなんばへ、大阪梅田から梅田へ名称変更
- 2019年（令和元年）  - 堺キャンパス 開校
- 2020年（令和2年） - 溝の口・大阪東•久留米キャンパス開校。-おおぞら杯の「英語プレゼンテーション部門」追加。-公式アプリ「おおぞらCH」開設。
- 2022年（令和4年）4月 - 学校法人KTC学園に移管の為、『おおぞら高等学院』に改称。-西宮・海田ナビキャンパス開校-浜松キャンパスが、 伝馬町から鍛冶町に移転した。
- 2023年（令和5年） 12月 - 川越キャンパスと社会福祉法人川越市社会福祉協議会との連携協定の締結。（地域福祉活動に関する包括協定調印式）
- 2025年（令和7年）5月 - 大分・和歌山・富士キャンパス開校　21日-広島県福山市三之丸町にある福山キャンパスの教室内で、休み時間中（10時15分頃）に1人の女子生徒（17歳の1年生）が自宅から持参した刃物（ 刃渡り13cmの果物ナイフ）を振り回し、3人の生徒が左肩や背中付近を切り付けられ負傷する事件が発生。同日に、全国的に報道された。 動機は生徒間の人間関係によるトラブルで、加害生徒は殺人未遂容疑で逮捕された。 調べに対し女子生徒は「殺してやろうと思って刺すなどした」と供述して容疑を認めている。学校側は、事件前に同級生側から、加害生徒との人間関係について相談があったと説明している。[3]

## 概要
セバンス教育やキャリア教育及び、実学教育などを行っており、『高卒資格がゴールじゃない。なりたい大人になるための学校™。』や、『つながる場所、つなげる場所™。』 を掲げている。生徒が担任を選択可能な「マイコーチ（担任の先生）」と呼称するが、本校は、先生と呼称する。特別活動の一環として「みらいの架け橋レッスン」や、「社会の架け橋プログラム（特別授業）」があり、海外留学専用の、「世界への架け橋プログラム」などの独自の教育システムがある。学校行事では、 学院祭（文化祭）や「おおぞらフェス（合同文化祭）」、「おおぞら杯（大会）」などの行事がある。（おおぞら杯では、おおぞらカップや、みらいカップとも呼ばれている） 
※以前あった学科は、アドバンス学科「新進学コース」やスタンダード学科（ウィークデイコース•ツーデイコース「新基礎コース」）という名称だった。専門コースでは、ネイルコースがあった。
その他
・年に1度、屋久島おおぞら高等学校（本校）で集中スクーリング（面接指導）を受ける。
・本部の設置部署：広報部、管理課、教務課　　※不正確の可能性有り。 
・選考方法：書類選考、個別面接、作文、プレイスメントチェック（学力テスト）を考査の上、合否判定。
⚫︎【「KTC」の略】K：「Knowledge（知識）T：「Training（訓練）」　C：「Collaboration（共同作業）」という意味。

## 設置学科・活動団体

### みらい学科（通学型）
【専門別コース】
- 子ども・福祉コース
- プログラミングコース
- 住環境デザインコース
- マンガイラストコース

【カルキュラム別コース】
- 基礎コース ※少人数の個別形式での学習も選択可能。
- 進学コース
- 個別指導コース

### つながる学科（通信型）
- ジブン探求コース （オンライン配信型の授業「屋久島つながるゼミ」がある。※本校のみ在籍となる。）

### 活動団体
| クラブ活動 | ・立川キャンパス：軽音楽サークル/演劇サークル/音楽研究サークル/立川eスポーツLeague ・柏キャンパス：演劇部                                                           |
| 委員会等   | おおぞら向上委員会（生徒会）、おおぞら杯実行委員会、 親睦会実行委員会、おおぞらつながり隊、美化委員会、サポート委員会、おおぞらアンバサダー、スポーツ大会実行委員会 |